# Campeonato Europeo de Boxeo Aficionado de 1959
El Campeonato Europeo de Boxeo Aficionado de 1959 se llevó a cabo en Lucerna, Suiza, del 24 al 31 de mayo. La 13.ª edición de la competencia bianual fue organizada por el cuerpo europeo de boxeo aficionado, EABA. Hubo 180 luchadores de los 25 países participantes.

## Ganadores de medalla
| Evento                               | Oro                                           | Plata                                       | Bronce                                                                     |
| ------------------------------------ | --------------------------------------------- | ------------------------------------------- | -------------------------------------------------------------------------- |
| Peso mosca (– 51 kilogramos)         | Manfred Homberg República Federal de Alemania | Gyula Török Hungría                         | Adam McClean Irelanda Vladimir Stolnikov Unión Soviética                   |
| Peso gallo (– 54 kilogramos)         | Horst Rascher República Federal de Alemania   | Oleg Grigoryev Unión Soviética              | Zygmunt Zawadzki Polania Miodrag Mitrović Yugoslavia                       |
| Peso pluma (– 57 kilogramos)         | Jerzy Adamski Polonia                         | Peter Goschka República Federal de Alemania | André Juncker Francia Orhan Tuş Turquía                                    |
| Peso ligero (– 60 kilogramos)        | Olli Mäki Finlandia                           | Demitar Velinov Bulgaria                    | Ferenc Kellner Hungría Iosif Mihalic Rumania                               |
| Peso superligero (– 63.5 kilogramos) | Vladimir Yengibaryan Unión Soviética          | Piero Brandi Italia                         | Rupert König Austria István Juhász Hungría                                 |
| Peso wélter (– 67 kilogramos)        | Leszek Drogosz Polania                        | Carmelo Bossi Italia                        | Bruno Guse República Democrática Alemana Harry Perry Irlanda               |
| Peso superwélter (– 71 kilogramos)   | Nino Benvenuti Italia                         | Henryk Dampc Polonia                        | Dragoslav Jakovljević Yugoslavia Rolf Caroli República Democrática Alemana |
| Peso mediano (– 75 kilogramos)       | Gennadi Shatkov Unión Soviética               | Tadeusz Walasek Polania                     | Colm McCoy Irlanda Harry Scott Inglaterra                                  |
| Peso mediopesado (– 81 kilogramos)   | Zbigniew Pietrzykowski Poland                 | Gheorghe Negrea Romania                     | Leonid Senkin Unión Soviética Giulio Saraudi Italia                        |
| Peso pesado (+ 81 kilogramos)        | Andrey Abramov Unión Soviética                | Dave Thomas Inglaterra                      | Wladysław Jędrzejewski Polania Josef Němec Checoslovaquia                  |

## Cuadro de medallas
| Rango | Nación                        | Oro | Plata | Bronce | Total |
| ----- | ----------------------------- | --- | ----- | ------ | ----- |
| 1     | Polonia                       | 3   | 2     | 2      | 7     |
| 2     | Unión Soviética               | 3   | 1     | 2      | 6     |
| 3     | República Federal de Alemania | 2   | 1     | 0      | 3     |
| 4     | Italia                        | 1   | 2     | 1      | 4     |
| 5     | Finlandia                     | 1   | 0     | 0      | 1     |
| 6     | Hungría                       | 0   | 1     | 2      | 3     |
| 7     | Rumania                       | 0   | 1     | 1      | 2     |
| –     | Inglaterra                    | 0   | 1     | 1      | 2     |
| 9     | Bulgaria                      | 0   | 1     | 0      | 1     |
| 10    | Irlanda                       | 0   | 0     | 3      | 3     |
| 11    | República Democrática Alemana | 0   | 0     | 2      | 2     |
| –     | Yugoslavia                    | 0   | 0     | 2      | 2     |
| 13    | Austria                       | 0   | 0     | 1      | 1     |
| –     | Checoslovaquia                | 0   | 0     | 1      | 1     |
| –     | Francia                       | 0   | 0     | 1      | 1     |
| –     | Turquía                       | 0   | 0     | 1      | 1     |